# Керн, Леонхард
Леонхард Керн (нем. Leonhard Kern; 22 ноября 1588, Форхтенберг — 4 апреля 1662, Швебиш-Халль) — немецкий скульптор, один из наиболее выдающихся скульпторов Германии XVII века.

## Жизнь и творчество
Л. Керн родился в семье мастера-каменотёса, в немецком небольшом графстве Гогенлоэ (в нынешней федеральной земле Баден-Вюртемберг). Учился в гимназии города Эрингена. А 1603—1609 годах изучал в мастерской своего старшего брата Михаэля Керна искусство скульптуры. В 1613—1614 годах совершил учебную поездку в Италию, затем посетил Северную Африку, жил 2 года в Риме, где изучал итальянскую скульптуру XVI столетия. Через Любляну и Горний Град (где известна первая датируемая 1613 годом работа Л. Керна — алтарь в местном соборе) скульптор вернулся на родину.
После возвращения, женившись на дочери чиновника Амалии Цёльнер, родившей ему не менее 14 детей, Л. Керн первое время работал в мастерской своего брата Михаэля, затем переселился в Гейдельберг, ко двору курфюрста Фридриха V Пфальцского. Здесь он изготовил монументальную групповую скульптуру для ратуши Нюрнберга. Однако после вступления Пфальца в Тридцатилетнюю войну скульптор в 1620 году покинул Гейдельберг и переехал в Швебиш-Халль, где открыл скульптурную мастерскую по изготовлению малоформатных фигур широкого ассортимента. Помимо привычной тематики — мифологических и религиозных, а также жанровых сценок, — скульптор в своих произведениях также отражал ужас и страдания, принесённые войной, от которой пострадал и Швебиш-Халль. Стилистически скульптор представлял классическо-реалистическое направление немецкого барокко. Часто как материал использовал слоновую кость. Работы Л. Керна отличаются тонкостью пластики и мастерством выражения характеров. Творчество скульптора заслужило признание его современников и сделало его материально обеспеченным человеком. Многие его произведения находились в княжеских и королевских частных коллекциях, а также в крупнейших музеях Европы.
В 1648 году Л. Керну было присвоено звание придворного скульптора курфюрста Бранденбурга.

## Галерея

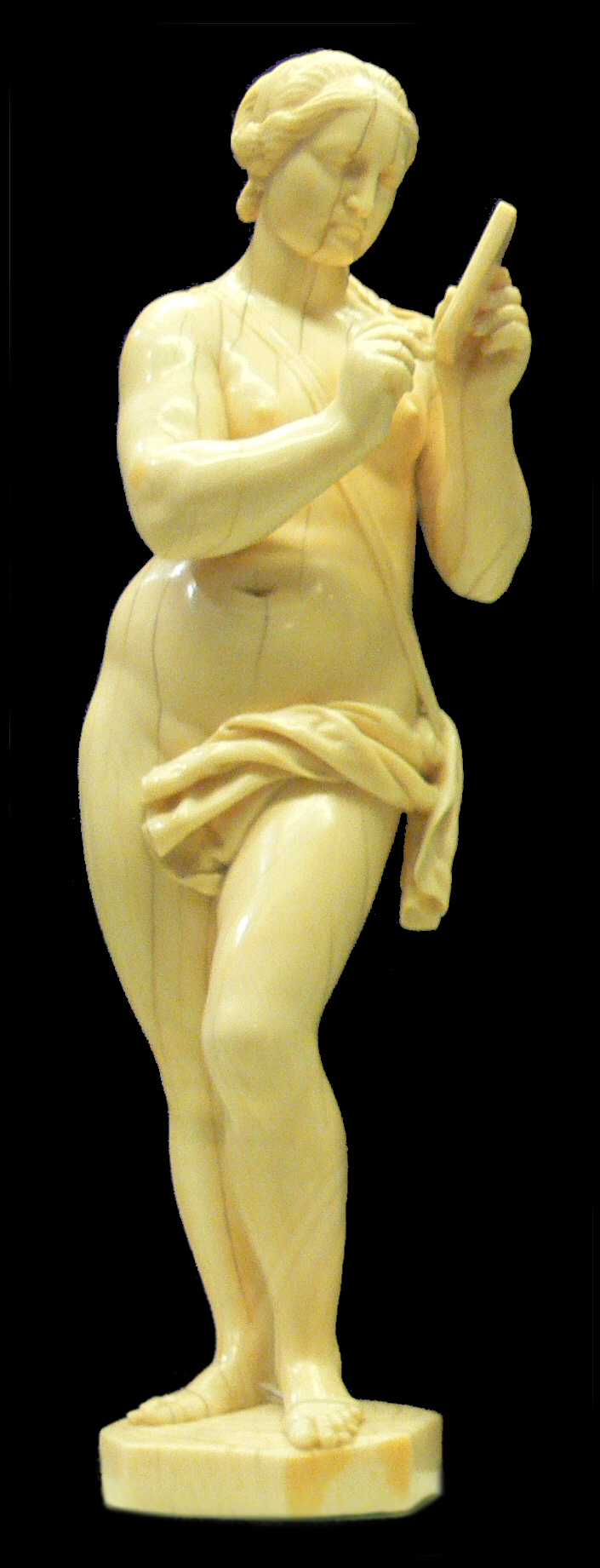
Муза Каллиопа
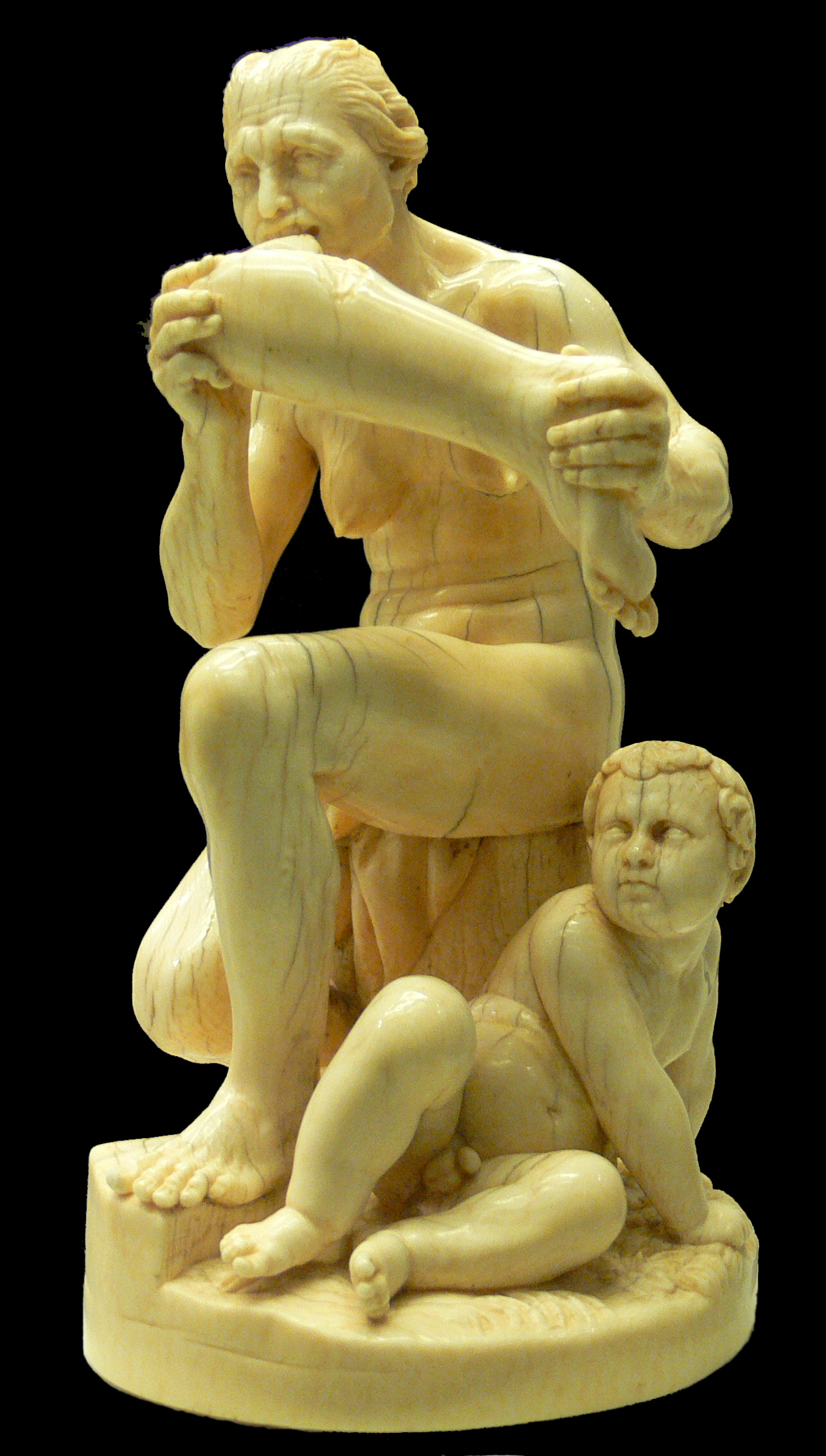
Людоедка
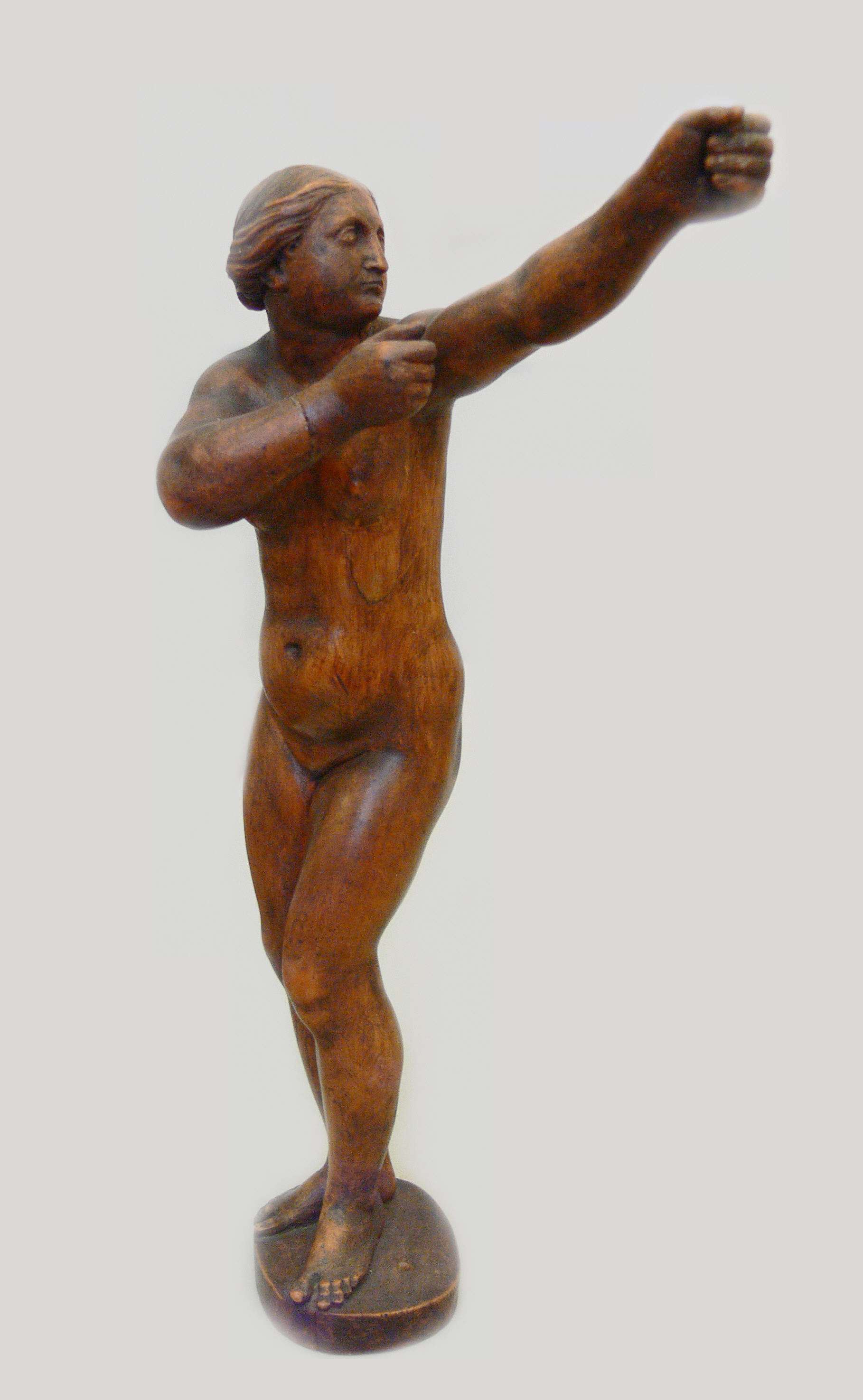
Диана, натягивающая лук
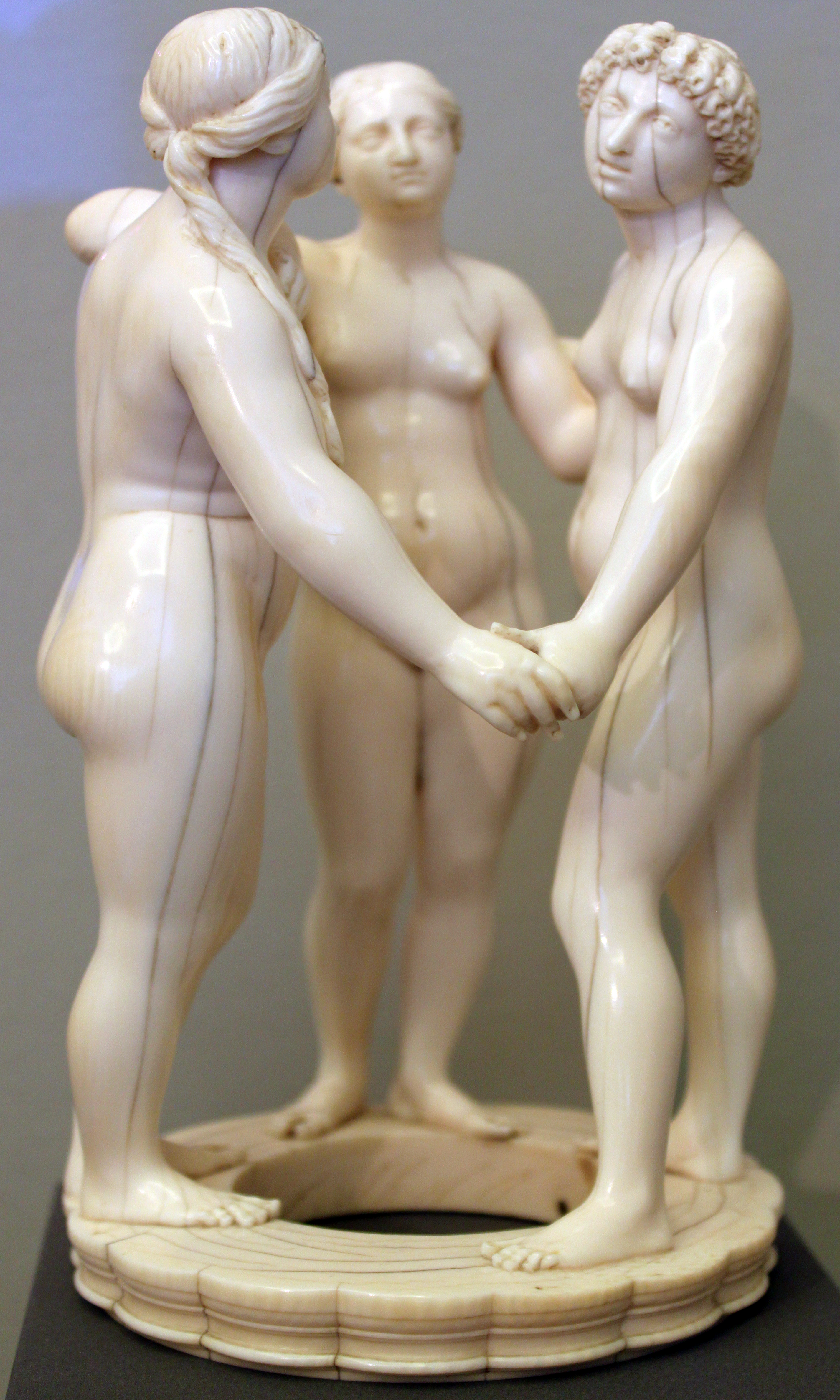
Три грации
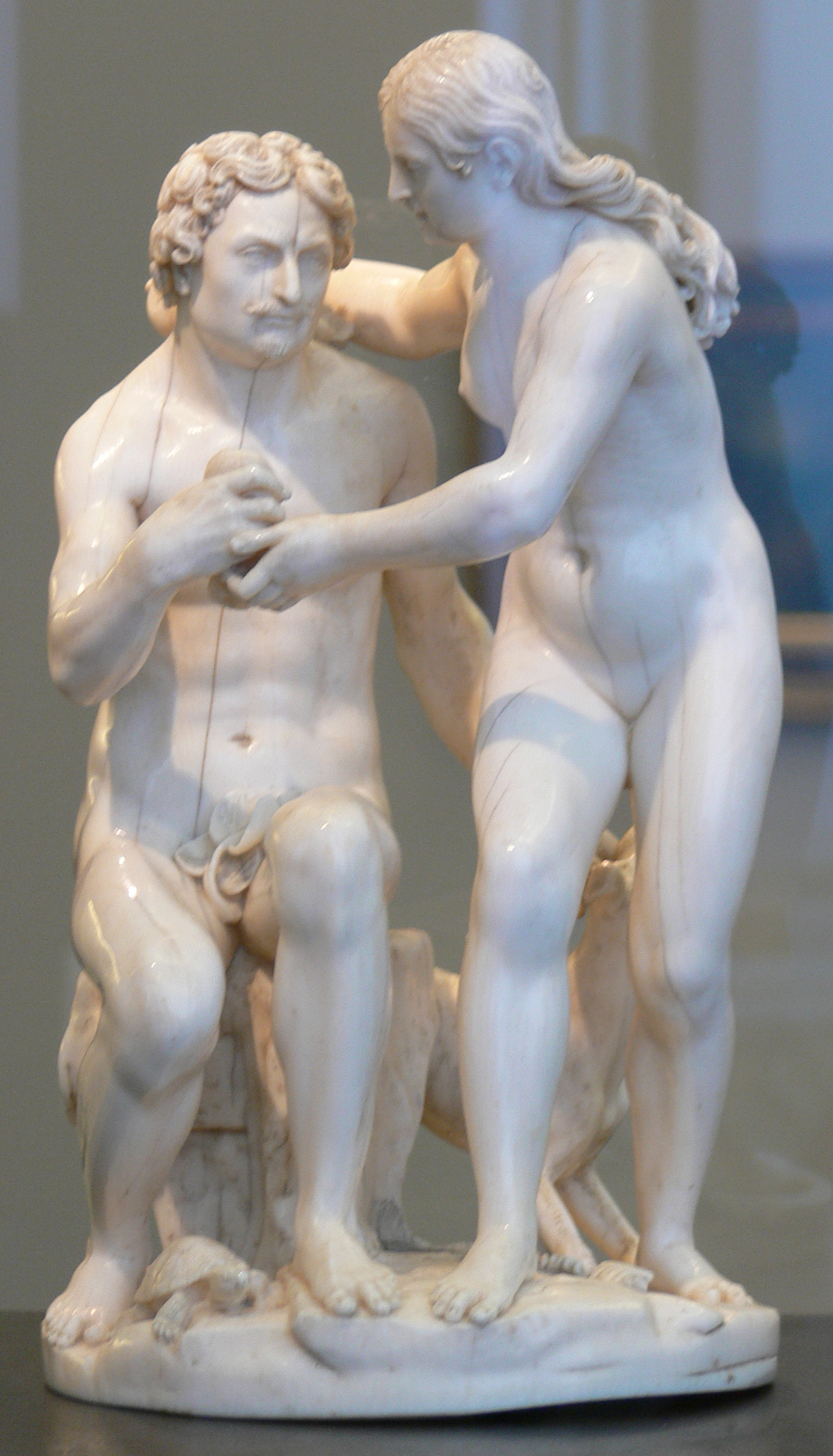
Адам и Ева, грехопадение
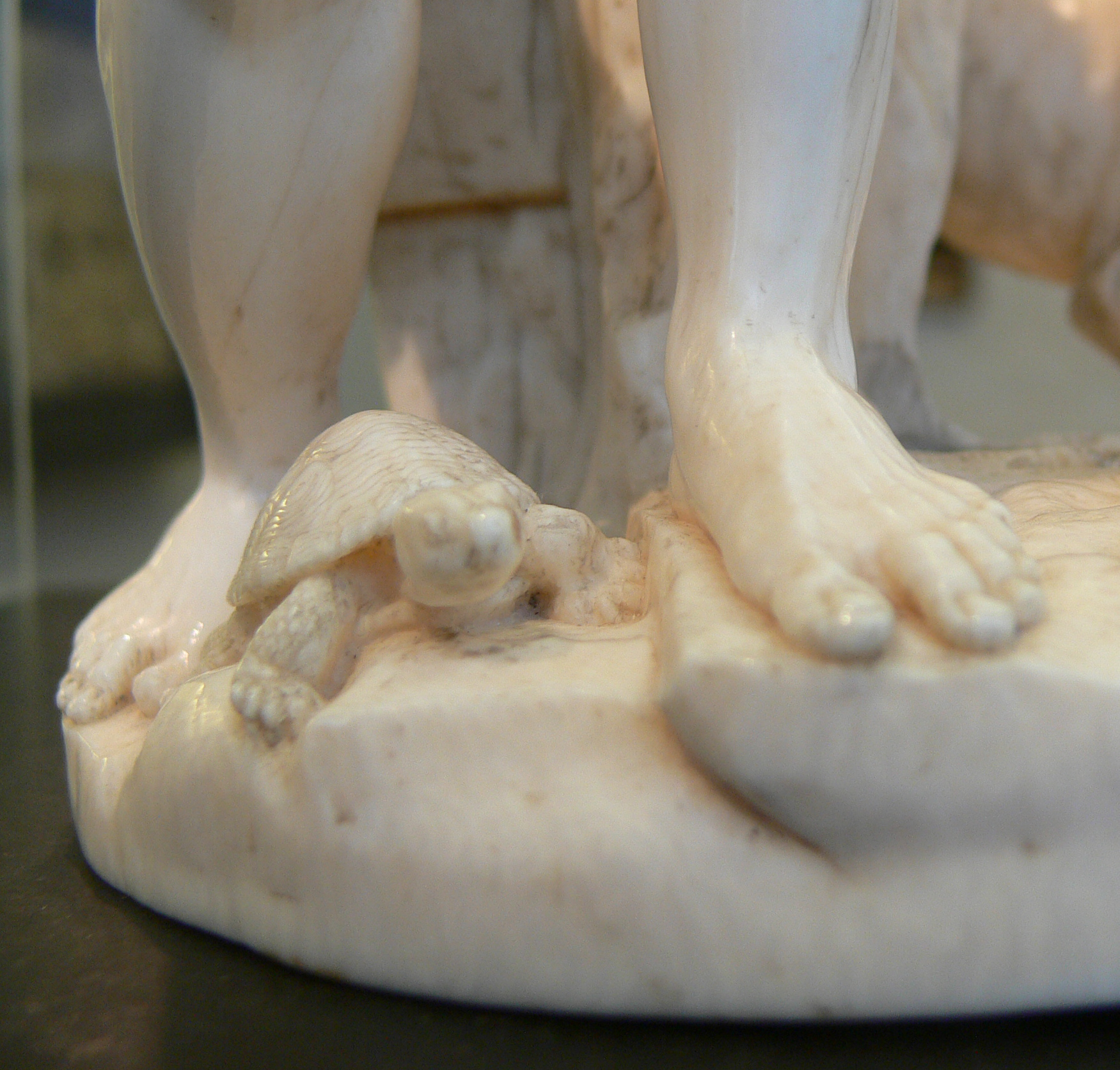
Адам и Ева (фрагмент)
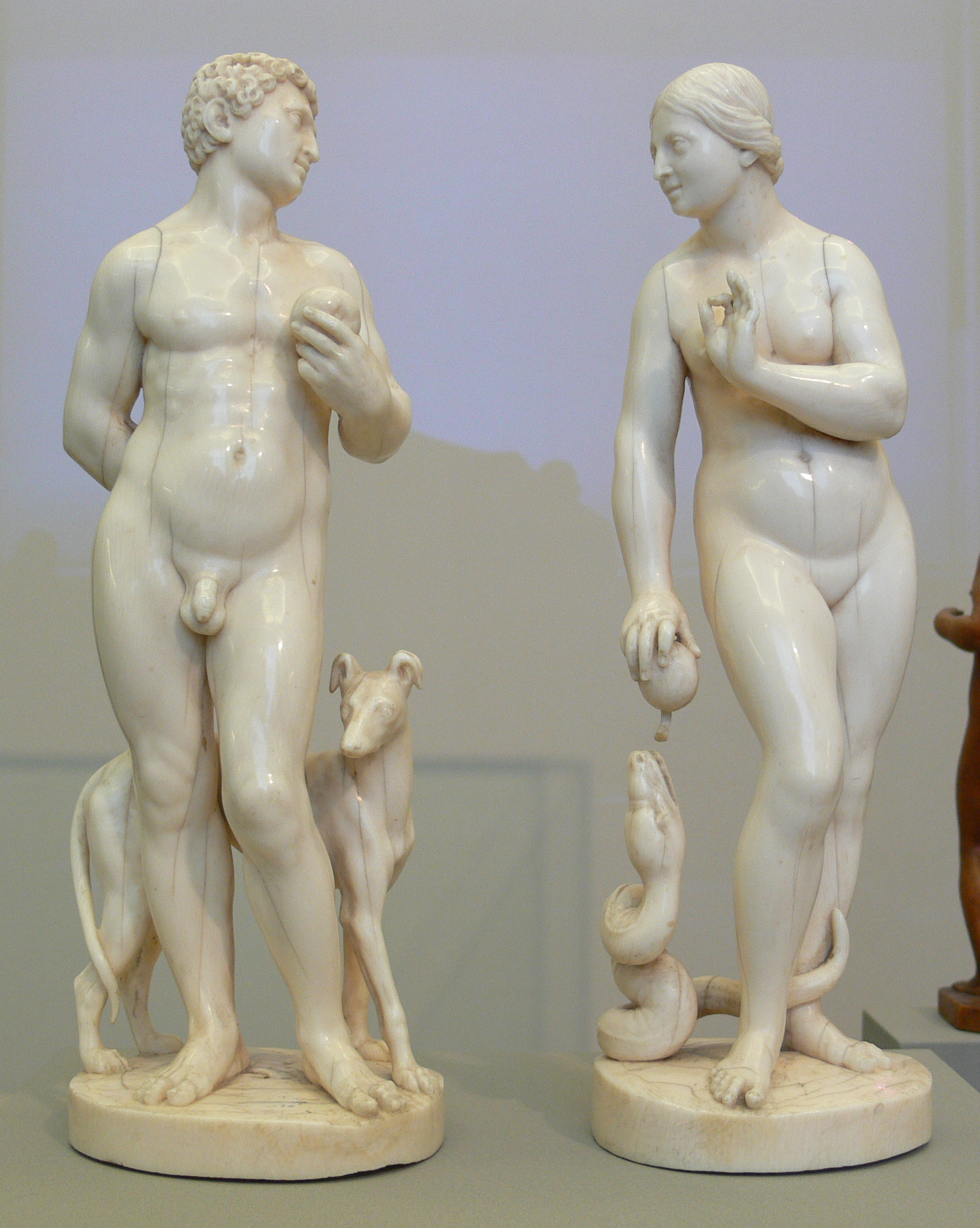
Адам и Ева
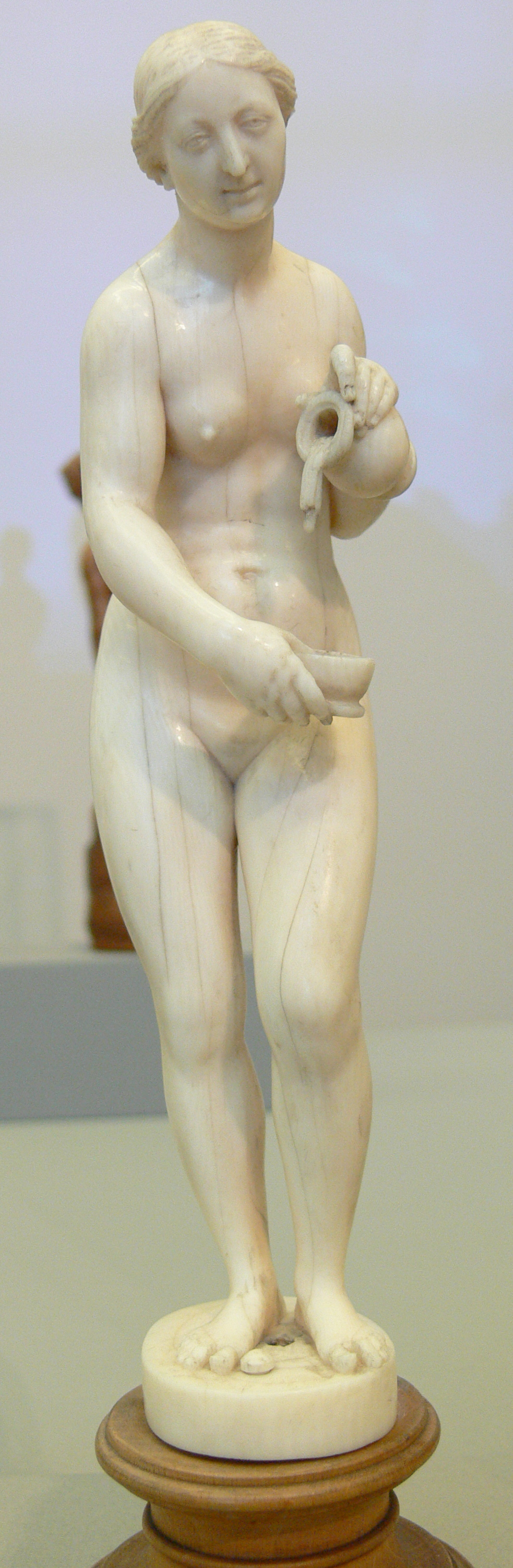
Геба
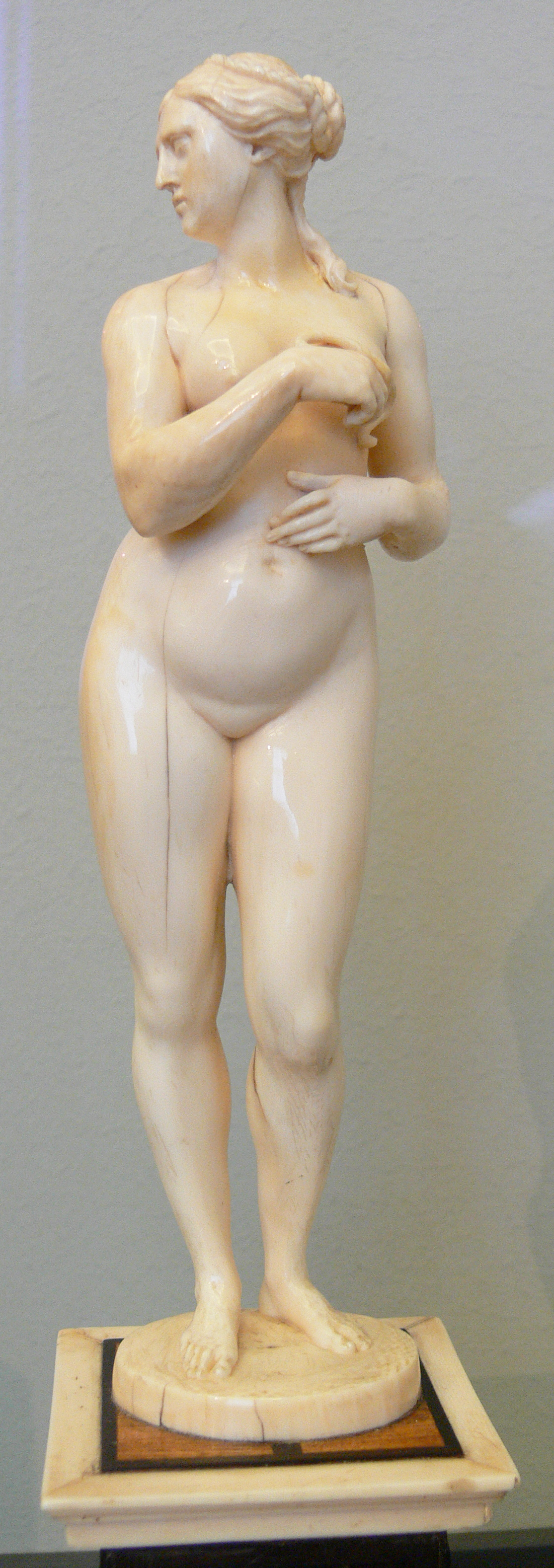
Клеопатра
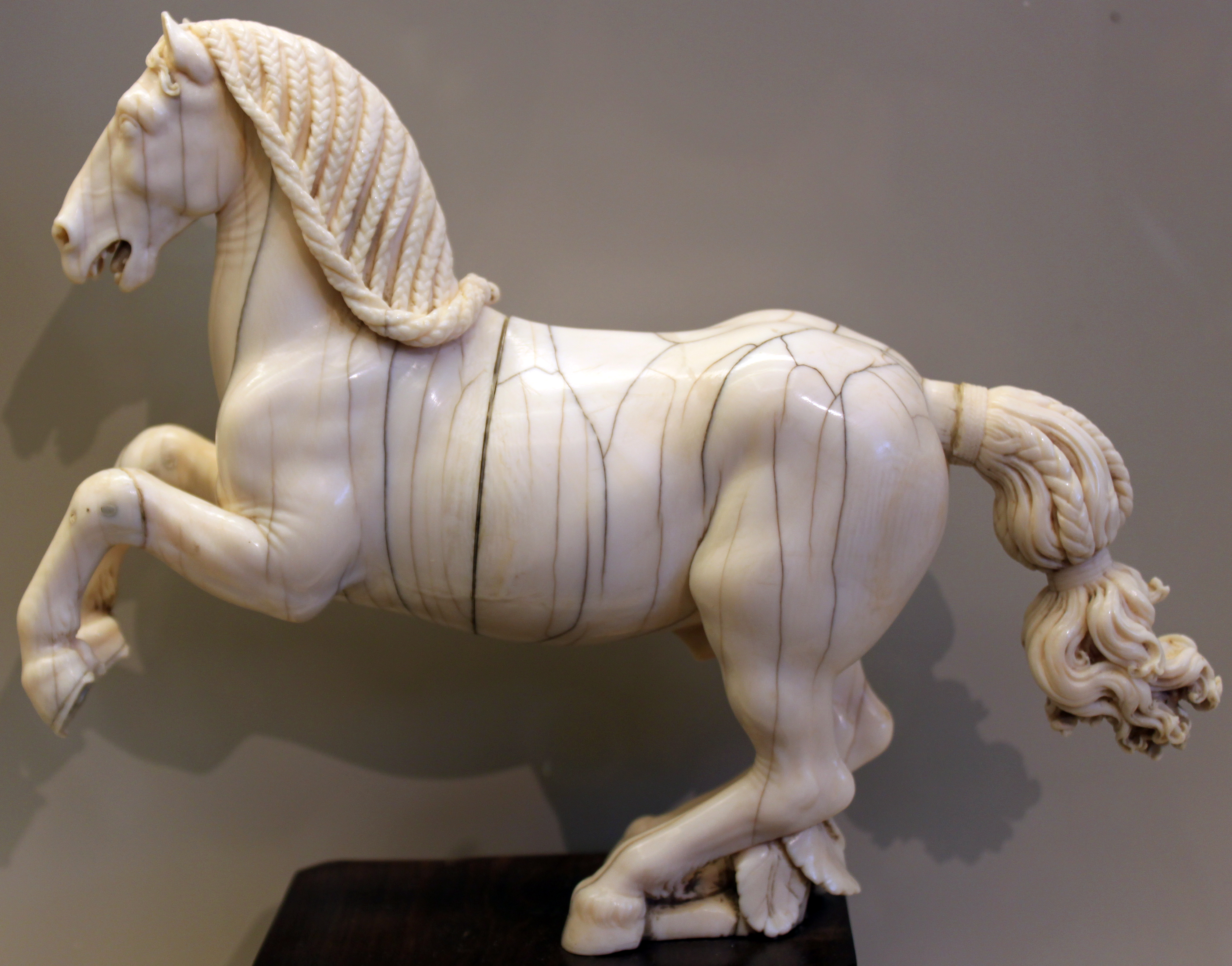
Конь, встающий на дыбы
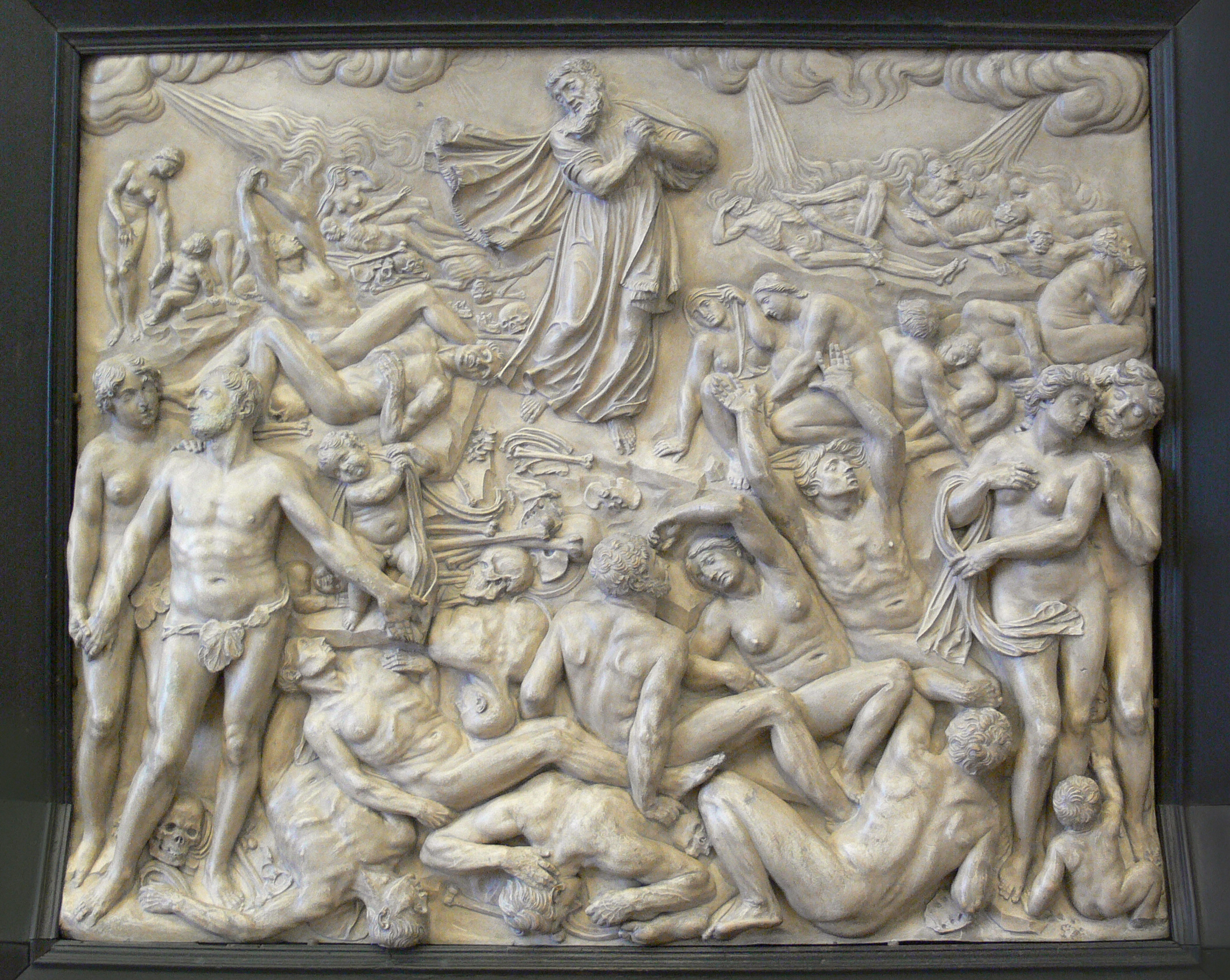
Видение Иезекииля
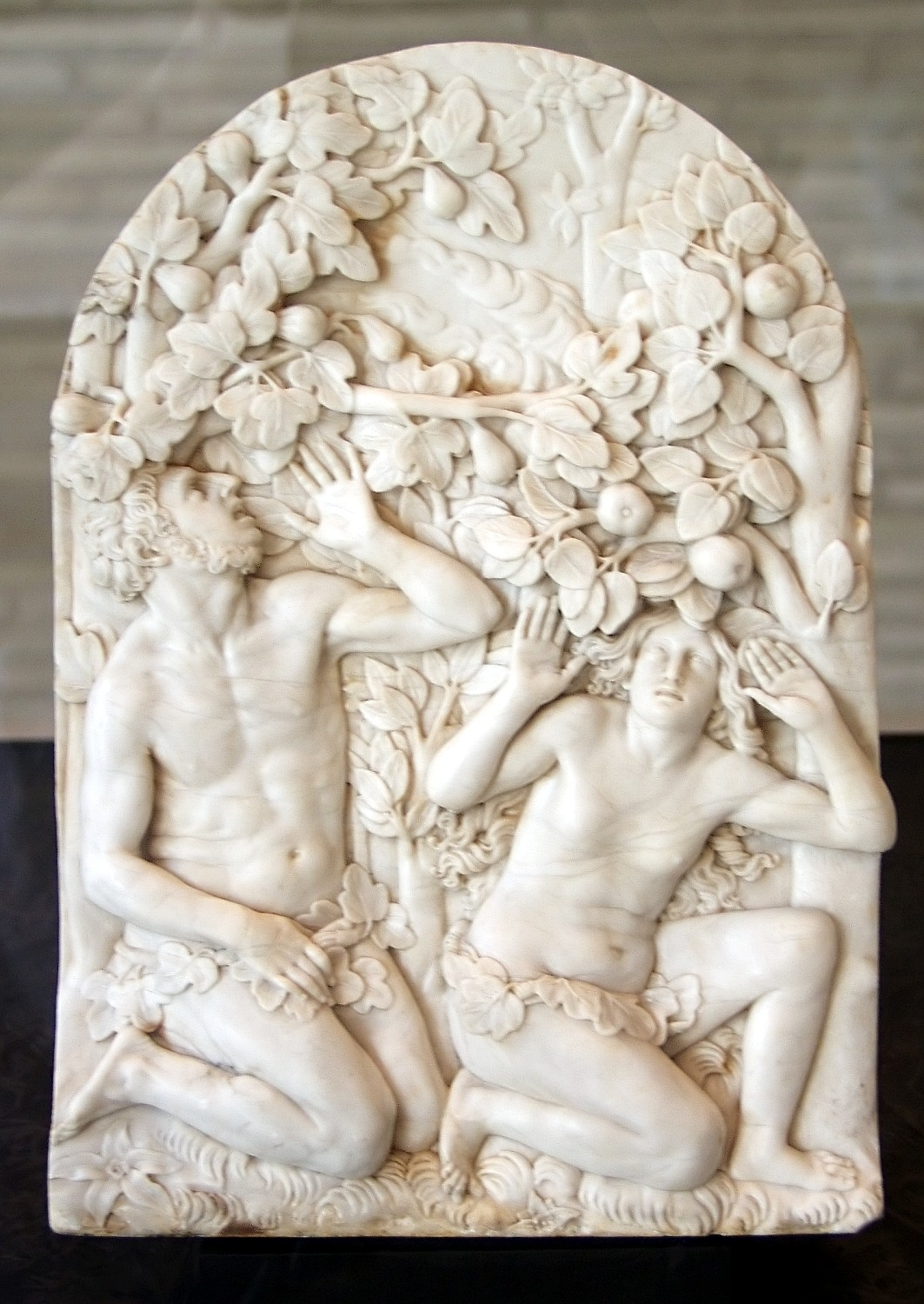
Адам и Ева